# 오위영
오위영(吳緯泳, 1901년 5월 5일~1978년 10월 2일)은 일제강점기의 금융인이자 대한민국의 금융인, 정치인으로 제2·4·5대 국회의원이었다. 일본 고베고등상업학교를 졸업하고 초계ㆍ진해금융조합이사, 조선신탁은행 두취(은행장), 제2대·4대 국회의원, 제5대 참의원, 자유당 중앙상임위원장, 민주당 중앙상위의장, 전원위ㆍ재경위ㆍ예결위원장을 역임하였다.

## 약력

### 금융 활동
경상남도 울산 출신으로, 일찍이 일본으로 유학, 1928년 일본 고베고상(神戶高商, 고베 대학의 전신)을 졸업하고 바로 귀국하였다. 그해 금융조합이사에 선출되면서 금융계에 진출하였다. 그 뒤 초계군금융조합 이사, 진해군금융조합 이사를 역임했다.
금융계에서 활동하던 중 광복 직후 1945년 9월 미군정이 주둔하면서 금융계 경력이 인정되어 1947년 신탁은행의 이사로 선임되었다. 미군정 기간 중 신탁은행 이사로 있으면서 기반을 쌓아 이를 바탕으로 부산일원의 자산가로 급부상하였다. 1949년 신탁은행 총재가 되고, 그해 미국 시찰 중 주미한국대사 장면을 만났으며, 그의 청렴성에 감명받아 귀국후 대통령 이승만에게 이를 알리고, 후에 그를 총리로 천거하게 된다.

### 정치 활동
1950년 제2대민의원선거 때 울산에서 무소속으로 출마, 당선되었으며, 국회에서는 초선의원이면서도 자금력을 바탕으로 정계의 주목을 받았다. 이어 자유당에 입당하여 활동하였다. 1951년 이승만이 새 총리를 물색할 때 그는 장면을 적극 추천하여 총리로 기용시키기도 했다.
제 생각으로는 장면 박사가 제일 적임자라고 생각합니다. 그는 미국에서도 지지를 받고 있을 뿐만 아니라 6‧25 당시의 성공적인 외교 활동을 통해 국민들에게 잘 알려진 사람입니다. 지금의 시끄러운 사태를 수습할 수 있는 유일한 인물입니다.

이어 자유당 중앙상임위원장에 선출되었다. 1952년 그는 장면, 현석호 등과 원내 자유당에 있었으나 원내 자유당 인사들의 장면을 대통령으로 추대하려는 계획과 장면을 내각책임제하 국무총리로 추대하려는 시도 등 내부에서 이견이 갈렸고 모두 실패함에 따라 1954년 자유당을 떠나 호헌동지회에 참여하였고 후에 민주당 창당에 가담하여 신파 정치인으로 활동하였다.

### 생애 후반
민주당 중앙상위의장에 선출되고 이어 국회 전원위ㆍ재경위ㆍ예결위원장을 두루 거쳤다. 1958년 제4대민의원이 되면서부터 같은 자유당 탈당파인 장면 등과 더욱 밀착되었다. 또한 장면과 민주당 신파 계열의 재정적 후견인 노릇도 겸하면서 그 정치자금 문제를 해결해주기도 하였다.
1960년 제2공화국 출범 후 입각이 유력시되었으나 구파의 집단 반발로 무산되었다. 그러나 그해 8월 조각 당시 국무원사무처장에 임명되었고, 1961년 초 개각 당시 무임소장관이 되었다. 그해 초 국무총리 장면에게 데모 방지법 마련에 대한 건의를 하였으나, 장면은 자유를 최대한 허용해야 된다며 그의 건의를 반대하였다.
1961년 5. 16 군사정변으로 은퇴했다가 1963년 장면, 김도연, 현석호, 조재천, 박순천과 함께 민주당 재건에 참여하였다. 이후 야당 정치인으로 정치활동을 하였다.

## 같이 보기
- 자유당
- 민주당
- 장면
- 이승만
- 곽상훈
- 현석호
- 윤보선

## 역대 선거 결과
|  | 37.52% |

|  | 0% |

|  | 59.14% |

|  | 24.12% |

|  | 3.0% |

## 참고 자료
- 오위영 - 대한민국헌정회
- 장면, 한알의 밀이 죽지 않고는 (가톨릭출판사, 1999)